# Krishan Kant
Krishan Kant (ur. 27 stycznia 1927 w Kot Mohammad Khan w Pendżabie, zm. 27 lipca 2002 w Nowym Delhi) – indyjski polityk i naukowiec, członek parlamentu, gubernator stanów Andhra Pradesh i Tamilnadu, a następnie 10. wiceprezydent Indii.

## Życiorys

### Młodość
Urodził się w Kot Mohammad Khan w Pendżabie, niedaleko Amritsaru, w ówczesnych Indiach Brytyjskich. Jego ojciec Lala Achint Ram (1898–1961) był wpływowym działaczem Indyjskiego Kongresu Narodowego, bojownikiem o niepodległość Indii i późniejszym parlamentarzystą. Również matka Khana – Satyavati Devi (1905–2010) była zwolenniczką Gandhiego i wspierała męża w jego działaniach.
Wychowany w rodzinie o silnych tendencjach niepodległościowych młody Krishan Kant także związał się z Partią Kongresową i pozostał jej członkiem do 1977. Brał udział w aktach biernego oporu wobec Brytyjczyków. W 1942 Satyavati Devi wraz z Krishanem i jego dwoma siostrami została aresztowana przez Brytyjczyków za działalność w ruchu niepodległościowym.

### Działalność polityczna
Po uzyskaniu przez Indie niepodległości Krishan Khan ukończył studia inżynierskie na uczelni technicznej Indian Institute of Technology (BHU) Varanasi.
Kontynuował działalność polityczną w Indyjskim Kongresie Narodowym i z ramienia INC został członkiem izby niższej parlamentu Lok Sabha, w latach 1966-1977.
W 1977 opuścił dotychczasową partię i dołączył do nowo tworzonej Partii Ludowej (Janaty). Jako polityk nowej partii był w latach 1977-1980
członkiem Rajya Sabha (Izby Stanów). Po rozwiązaniu Janaty w 1988 związał się z jej kontynuatorką – Janata Dal.
W latach 1990–1997 pełnił funkcję gubernatora stanu Andhra Pradesh, zaś przez około miesiąc na przełomie lat 1996/1997 – gubernatora stanu Tamilnadu.  Następnie został wybrany przez obie izby parlamentu indyjskiego: Rajya Sabha i Lok Sabha na wspólnym posiedzeniu na 10. Wiceprezydenta Indii i ex-officio przewodniczącego Rajya Sabha. Swoją funkcję objął 21 sierpnia 1997 i pełnił przy prezydencie Kocherilu Ramanie Narayananie. Zmarł 27 lipca 2002 w Nowym Delhi, dwa dni po objęciu urzędu prezydenta przez A.P.J. Abdula Kalama, na niespełna miesiąc przed końcem kadencji wiceprezydenta.

### Inne funkcje
W swojej karierze politycznej był także członkiem jury nagród:
- Jawaharlal Nehru Award for International Understanding,
- Indira Gandhi Prize for Peace, Disarmament and Development,
- Rajiv Gandhi Sadbhavana Award,
- International Gandhi Award for Leprosy,
- Indira Gandhi Paryavaran Puraskar,
- Dr. B.R. Ambedkar Award for Social Understanding and Upliftment of Weaker Sections,
- Dr. Ambedkar International Award for Social Change.